# Capelinha
Capelinha est une municipalité brésilienne de l'État du Minas Gerais et la microrégion de Capelinha.